# Ban-de-Sapt
Pour les articles homonymes, voir Ban.
Ban-de-Sapt (prononcé : [bɑ̃ də sa] ) est une commune française située dans le département des Vosges, en région Grand Est.
Ses habitants sont appelés les Saptésiens.

## Géographie

### Localisation
Senones est à 8 km, Saint-Dié-des-Vosges est à 11 km  par le col des Raids à 525 m d'altitude débouchant sur la vallée du Robache. On peut rejoindre Saales, à 10 km, par le col du Las à 701 m d'altitude.

### Géologie et relief
La commune, située dans le massif des Vosges, réunit quelques hameaux disséminés sur les rebords d'un plateau et dans l'échancrure mollement vallonnée, drainée par les minuscules contributeurs du ruisseau de la Hure. Elle en comptait une dizaine autrefois. Inspiré par une fausse interprétation du vieux nom, Ad septem abietes, le chef du premier bureau de la préfecture à Épinal, Charles Charton, responsable de la statistique des Vosges entre 1830 et 1850, a tacitement considéré que chacun des sept hameaux principaux d'autrefois était représenté par un sapin : il supposait que ce lieu commun aux habitants était un lieu-dit autrefois connu, « La Justice » qu'il situe sur un tertre à proximité de la via salaria ou voie des Saulniers. À son époque, un bon observateur compte au moins neuf gros hameaux.
À Launois se trouvent aujourd'hui la mairie, l'école et l'église, c'est-à-dire le centre de la vie communale. Les autres hameaux La Fontenelle, le Rouaux, Laître, Nayemont, Gemainfaing, Bourras et le Fraiteux restent à l'écart du centre.

### Communes limitrophes
Dans la région, un ban désigne une communauté, autrefois rassemblée sous une même autorité politico-religieuse ; Sapt se réfère à l'appellation initiale « Ad septem abietes », littéralement aux sept sapins. Outre la dénomination d'une communauté qu'il nous faudra définir, le lieu précis est le lieu d'assemblée d'un ban, issu du découpage carolingien du ban mérovingien de Gondelbert, et il est fort vraisemblable que ce toponyme précis soit à Laître.
Le plateau était autrefois traversé par la voie des Saulniers, antique voie romaine qui reliait autrefois Saint-Blaise à Saales. La vieille route des Saulniers est abandonnée depuis 1800.

### Hydrographie et les eaux souterraines

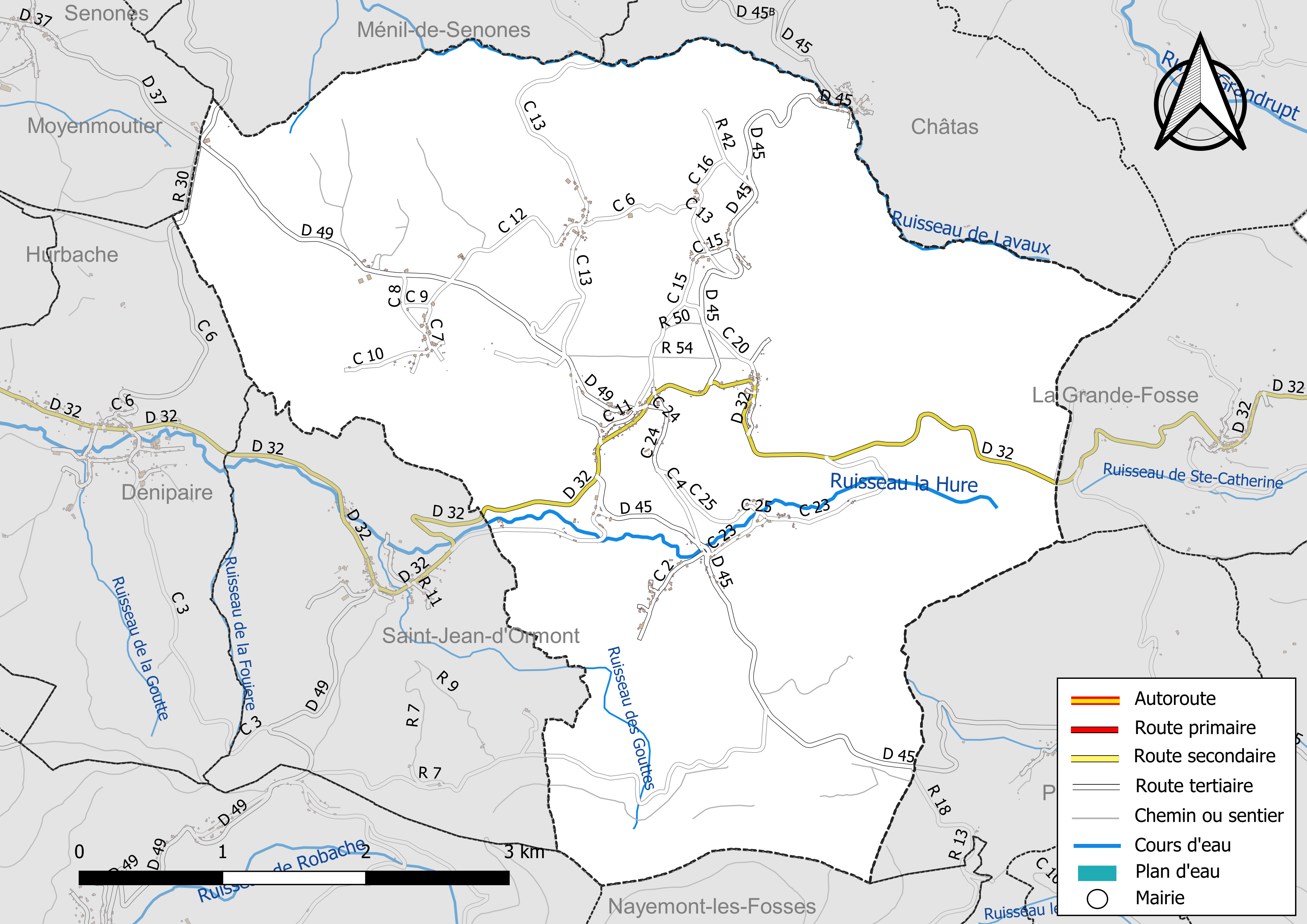
<centre>Réseaux hydrographique et routier de Ban-de-Sapt.</centre>

Hydrogéologie et climatologie Système d'information pour la gestion des eaux souterraines du bassin Rhin-Meuse :
- Territoire communal : Occupation du sol (Corinne Land Cover) ; cours d'eau (BD Carthage) ;
- Géologie : carte géologique ; coupes géologiques et techniques ;
- Hydrogéologie : Masses d'eau souterraine; BD Lisa ; cartes piézométriques.

La commune est située dans le bassin versant du Rhin au sein du bassin Rhin-Meuse. Elle est drainée par le ruisseau le Hure, le ruisseau de Lavaux, le ruisseau des Gouttes et le ruisseau du Pré de l'Aune,.
Le Hure, d'une longueur totale de 15,1 km, prend sa source dans la commune  et se jette  dans la Meurthe à Étival-Clairefontaine, après avoir traversé six communes.

### Climat
Pour des articles plus généraux, voir Climat du Grand Est et Climat des Vosges.
En 2010, le climat de la commune est de type climat de montagne, selon une étude du Centre national de la recherche scientifique s'appuyant sur une série de données couvrant la période 1971–2000. En 2020, Météo-France publie une typologie des climats de la France métropolitaine dans laquelle la commune est exposée à un climat semi-continental et est dans la région climatique Vosges, caractérisée par une pluviométrie très élevée (1 500 à 2 000 mm/an) en toutes saisons et un hiver rude (moins de 1 °C). 
Pour la période 1971–2000, la température annuelle moyenne est de 8,5 °C, avec une amplitude thermique annuelle de 16,5 °C. Le cumul annuel moyen de précipitations est de 1 382 mm, avec 13,5 jours de précipitations en janvier et 11,2 jours en juillet. Pour la période 1991–2020, la température moyenne annuelle observée sur la station météorologique installée sur la commune est de 10,3 °C et le cumul annuel moyen de précipitations est de 1 027,3 mm. 
La température maximale relevée sur cette station est de 36,9 °C, atteinte le 7 août 2015 ; la température minimale est de −17 °C, atteinte le 19 décembre 2009,,. 
| Mois                                  | jan.           | fév.           | mars           | avril         | mai           | juin          | jui.          | août          | sep.         | oct.          | nov.          | déc.          | année     |
| ------------------------------------- | -------------- | -------------- | -------------- | ------------- | ------------- | ------------- | ------------- | ------------- | ------------ | ------------- | ------------- | ------------- | --------- |
| Température minimale moyenne (°C)     | −0,5           | −0,4           | 2,1            | 5,9           | 9             | 12,6          | 14,6          | 14,1          | 11,2         | 8             | 3,5           | 0,6           | 6,7       |
| Température moyenne (°C)              | 1,8            | 2,3            | 5,6            | 10,2          | 13,3          | 17,1          | 19,1          | 18,3          | 15,2         | 11,2          | 6,2           | 2,9           | 10,3      |
| Température maximale moyenne (°C)     | 4,2            | 5              | 9,1            | 14,4          | 17,6          | 21,6          | 23,5          | 22,5          | 19,2         | 14,4          | 8,9           | 5,2           | 13,8      |
| Record de froid (°C) date du record   | −10,6 06.01.17 | −16,1 07.02.12 | −13,2 01.03.05 | −5,2 06.04.21 | −0,1 05.05.19 | 3,6 01.06.06  | 7,4 02.07.11  | 6,1 26.08.18  | 2,8 15.09.08 | −4,5 29.10.12 | −7,1 30.11.10 | −17 19.12.09  | −17 2009  |
| Record de chaleur (°C) date du record | 16,6 25.01.16  | 19,9 27.02.19  | 23,8 30.03.21  | 26,9 28.04.12 | 30,7 25.05.09 | 35,5 26.06.19 | 36,8 25.07.19 | 36,9 07.08.15 | 31 14.09.20  | 27,6 29.10.22 | 22,6 08.11.15 | 16,1 24.12.12 | 36,9 2015 |
| Précipitations (mm)                   | 81,1           | 72             | 71,1           | 68,3          | 103,1         | 106,1         | 86,5          | 92,6          | 80,1         | 91,3          | 80,1          | 95            | 1 027,3   |

| Diagramme climatique                                  |         |            |             |            |               |              |              |              |           |            |          |
| J                                                     | F       | M          | A           | M          | J             | J            | A            | S            | O         | N          | D        |
| 4,2−0,581,1                                           | 5−0,472 | 9,12,171,1 | 14,45,968,3 | 17,69103,1 | 21,612,6106,1 | 23,514,686,5 | 22,514,192,6 | 19,211,280,1 | 14,4891,3 | 8,93,580,1 | 5,20,695 |
| Moyennes : • Temp. maxi et mini °C • Précipitation mm |         |            |             |            |               |              |              |              |           |            |          |

Les paramètres climatiques de la commune ont été estimés pour le milieu du siècle (2041–2070) selon différents scénarios d'émission de gaz à effet de serre à partir des nouvelles projections climatiques de référence DRIAS-2020. Ils sont consultables sur un site dédié publié par Météo-France en novembre 2022.

## Urbanisme

### Typologie
Au 1er janvier 2024, Ban-de-Sapt est catégorisée commune rurale à habitat très dispersé, selon la nouvelle grille communale de densité à sept niveaux définie par l'Insee en 2022.
Elle est située hors unité urbaine. Par ailleurs la commune fait partie de l'aire d'attraction de Saint-Dié-des-Vosges, dont elle est une commune de la couronne,. Cette aire, qui regroupe 47 communes, est catégorisée dans les aires de 50 000 à moins de 200 000 habitants,.

### Occupation des sols

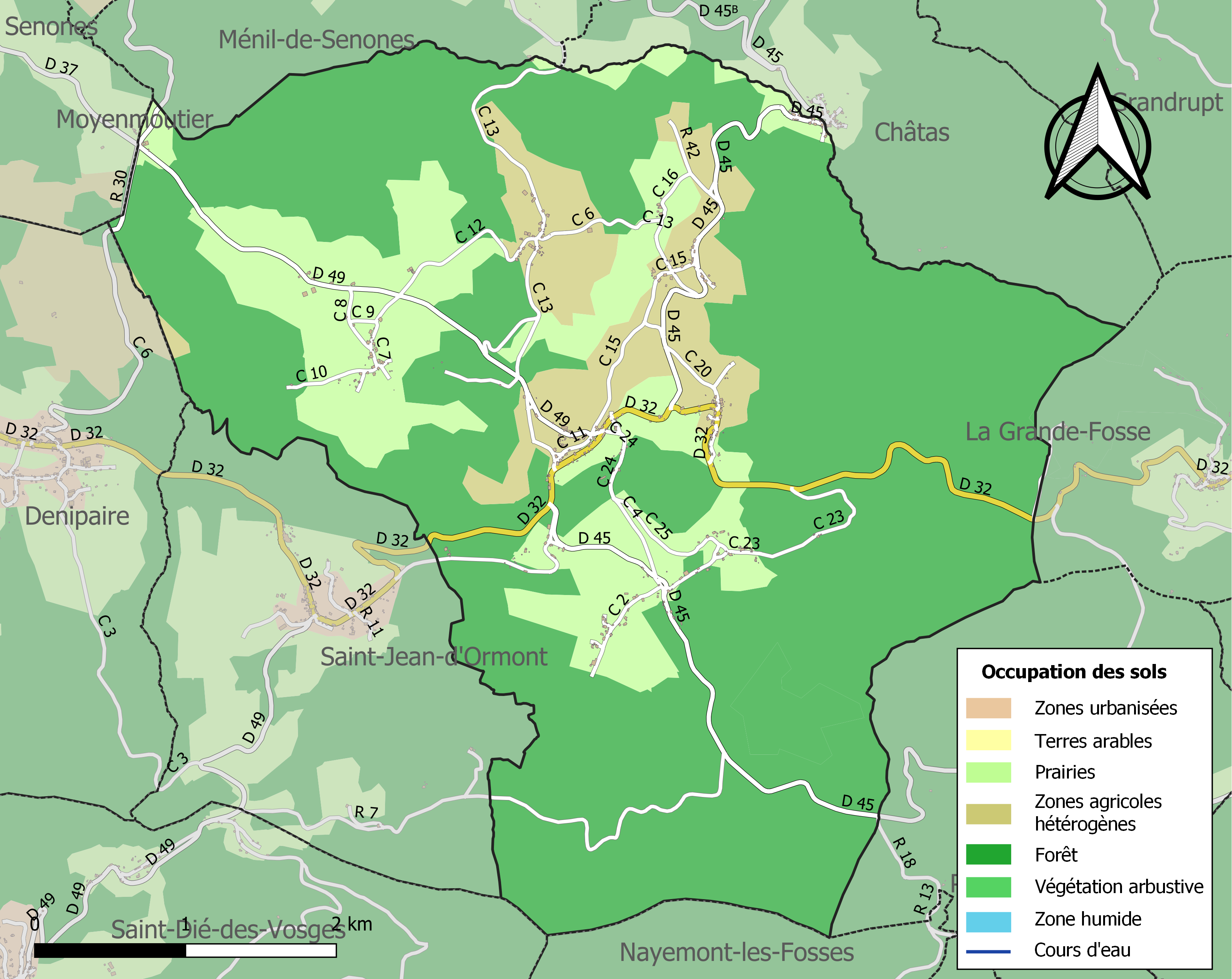
Carte des infrastructures et de l'occupation des sols de la commune en 2018 (CLC).

L'occupation des sols de la commune, telle qu'elle ressort de la base de données européenne d'occupation biophysique des sols Corine Land Cover (CLC), est marquée par l'importance des forêts et milieux semi-naturels (72,3 % en 2018), en diminution par rapport à 1990 (73,3 %). La répartition détaillée en 2018 est la suivante : 
forêts (72,3 %), prairies (18,3 %), zones agricoles hétérogènes (9,4 %).
L'évolution de l'occupation des sols de la commune et de ses infrastructures peut être observée sur les différentes représentations cartographiques du territoire : la carte de Cassini (XVIIIe siècle), la carte d'état-major (1820–1866) et les cartes ou photos aériennes de l'IGN pour la période actuelle (1950 à aujourd'hui).

## Toponymie
Le nom de la localité est attesté sous les formes Ad Septem Abietes capellam S. Gregorii (1140) ; Bannus de Sessei (1172) ; Bannum de Selsez (1172) ; A banno de Sessez (1180) ; Tocius banni de Setsez (1187) ; In banno de Selez (1254) ; De Ceses, li bans de Seses (XIIIe siècle) ; Li bans de Secez (vers 1300) ; De banno de Cesses (1310) ; Seces (1312) ; In banno nostro de Seusses (1313) ; Le ban de Sça (1328) ; Les bans de Cecez, de Saules et de Provenchieres (1336) ; Le ban de Seupt (1341) ; ? R. de Xixey (1344) ; Li bans de Cessait (1360) ; Hue de Xeixei (1360) ; Li bans de Sesés (XIVe siècle) ; Ou ban de Sept Sapz (1396) ; Ban de Say (1437) ; Ban de Cept (1459) ; Seignourie du ban de Sept (1489) ; Le ban de Ça (1496) ; Le ban de Cecept, le ban de Sesaipt (XVe siècle) ; Le ban de Sept (1594) ; Es Sept Sapins (XVIe siècle) ; Bam de Sapt (1628) ; Ban de Sapt (1656) ; Sapt, nom d’un ban dont Laître est le chef-lieu (1753) ; Laître ou le Ban de Sas, Septem Abietes (1768) ; Baudesapt (an X).

De l'oïl ban « territoire où s'exerçait la juridiction d'un suzerain ». Le ban permettait en outre au seigneur d'exiger un droit de passage sur ses terres, un péage.

L'adjectif « banal » ou « bannal » (au pluriel : banaux) qualifie les choses relevant du ban. Son sens moderne de « banal » (au pluriel : banals) en est dérivé : ce qui est banal est commun, ordinaire.
Sapt se réfère à l'appellation initiale « Ad septem abietes », littéralement « aux sept sapins ». Toponyme assez courant dans la région qui évoque un sapin ou une sapinière. Sapt pourrait provenir du sapage des arbres à la racine, les toponymes évoquent les formes usagères longtemps pratiquées. Autrefois le Ban-des-sept-Sapins était composé de sept sections : Nayeumont, le Fraiteux, Gemainfaing, la Fontenelle, Laitre, le Rouaux et Launois.

## Histoire

### Le ban doyenné
Le ban Ad septem abietem est un des nombreux bans provenant de l'éclatement politique de la partie méridionale du ban de Gondelbert. L'ancienne église de Laître, bâtie en 738 selon les archives religieuses, atteste l'apparition de ce ban. Le hameau de Laître est le premier chef-lieu du ban. Les vestiges de l'édifice, soient le chœur et une voûte y étaient encore préservés et visibles en 1839.
Vers l'an mil, l'Abbaye Saint-Hydulphe de Moyenmoutier administre pour les ducs de Lorraine la via salaria qui mène de Saint-Blaise à Saales. L'abbaye associée de Ebersmunster, à l'autre extrémité, devrait administrer la partie alsacienne de la voie de Saales à Scherwiller, mais les guerriers de l'Ortenberg contrôlent et sécurisent la voie depuis de nombreuses décennies.
Le doyenné ou décanat est une ancienne organisation qui gère un ban. Une assemblée élit une dizaine de représentants, des dizainiers choisis et élus par les hommes libres. Parmi ceux-ci, un doyen chef de communauté rend compte aux seigneurs. Ce mode de fonctionnement préserve l'héritage de multiples censes ou d'un ban autrefois autonomes. Ici, le ban n'existe plus depuis l'an mil car le pouvoir temporel et spirituel est au main de l'abbaye de Moyenmoutier et de son voué, le duc de Lorraine. C'est pourquoi le doyenné n'est qu'une simple entité champêtre du ban de Moyenmoutier, dépendant pour la justice et le pouvoir militaire de la prévôté de Saint-Dié et du bailliage de Nancy en 1593.
En 1710, le bailliage est à Saint-Dié. L'administration française confirme cette mutation en fixant, sous la coutume de Lorraine, bailliage et maîtrise à Saint-Dié.
La paroisse découpée au treizième siècle a toujours été administrée par un moine de l'abbaye de Moyenmoutier. Le moine bénédictin titulaire nommé à la cure du Ban-de-Sapt par l'abbé a pu rétribuer, par voie contractuelle avec ses bénéfices, un prêtre, simple remplaçant. Le pauvre desservant révocable à merci effectue à sa place les tâches pastorales et les collectes de dîmes et taxes. Cette pratique sous-traitante s'efface depuis la réforme bénédictine de saint Vanne et saint Hydulphe et n'existe plus à la fin du siècle des Lumières, le moine prêtre est également le premier desservant.

### La commune
En 1790, la commune fondée par l'achat symbolique d'un coffre à archives fait partie du canton de Saales et du district de Saint-Dié. Le conventionnel Georges Couthon, chargé de l'annexion de la principauté de Salm à la France, rattache la commune au canton de Senones nouvellement formé ainsi que l'ensemble de la vallée du Hure, Saint-Jean-d'Ormont, Denipaire, Hurbache et Moyenmoutier.
À partir de 1800, le vieux tracé n'est plus emprunté, mais les routes venant de Moyenmoutier ou de Senones convergent toujours vers le ban de Sapt et Saales. La réalisation finale de la route de Saint-Dié à Strasbourg par Provenchères, le col de Saales et Schirmeck au cours des années 1840 amène un lent déclin de ce réseau routier, lieu de rencontre traditionnel des Lorrains et Alsaciens, et entraîne à long terme un exode des services et petites industries désormais pléthoriques, surtout après les périodes de prospérité de l'Empire libéral.

### Ban de Sapt en 1839

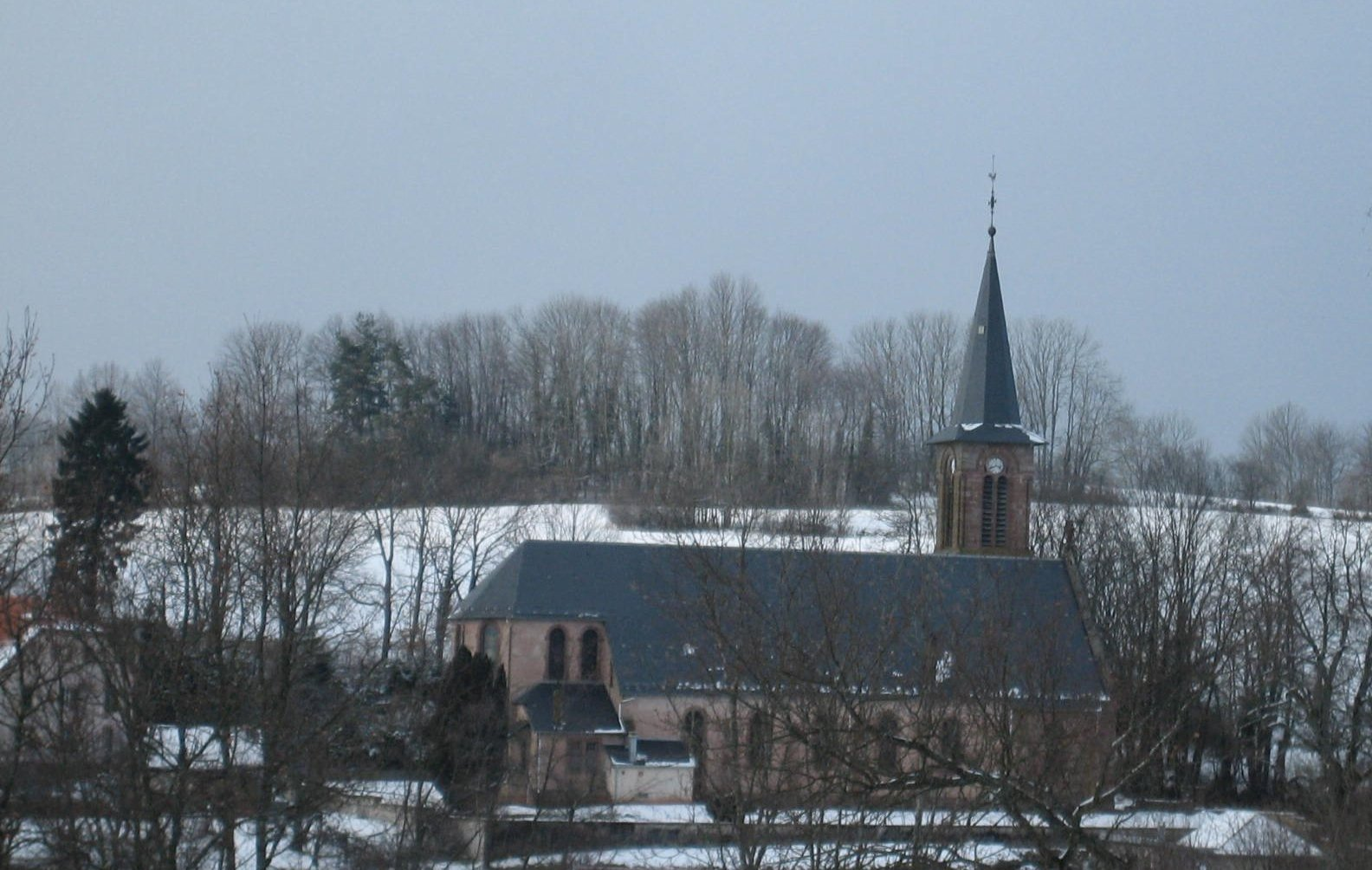
Église dans le hameau du Launois.

D'après la statistique des Vosges, ce village autrefois appelé « Ban-des-sept-Sapins » au nord de la montagne d'Ormont, couverte de vastes et belles forêts, est composé de sept sections : Nayeumont, le Fraiteux, Gemainfaing, La Fontenelle, Laître, le Rouaux et Launois, point central de la commune où se trouve l'église, une maison d'école et un presbytère. Fayemont, Bourras, Les Fols sont présentés comme hameaux. Les fermes citées sont Servaumont, les Prés-Brouïes, Burmanpaire (sic), la Comme, À la Goutte, Frabois, Viacosté (sic), l'Équelle.
La commune rassemble 1 505 habitants, 317 maisons et 360 ménages. Les contributions s'élèvent à 13 741,66 F, soit :
- 10 244,55 F pour la foncière ;
- 1 885,01 F pour le personnel et mobilière ;
- 1 362,94 F pour les portes et fenêtres ;
- 249,13 F pour les patentes.

Il y a alors une école spéciale de garçons et deux écoles privées, avec un enseignement mixte.
Les productions végétales mentionnent du froment, du seigle, de l'avoine, du sarrasin, des pommes de terre, du chanvre, du foin et beaucoup de trèfle. L'industrie comporte six moulins à farine, trois huileries, cinq fours à chaux. Sont également recensés cinq maréchaux-ferrants, trois charpentiers, trois maçons, un menuisier, un vitrier, trente tisserands, six aubergistes, vingt-deux cabaretiers, un brasseur, quatre tailleurs d'habit, trois charrons, deux couturières, deux blanchisseuses, deux brodeuses, deux cordonniers, cinq sabotiers.
À La Fontenelle, un puits très ancien d'une profondeur de 19,5 mètres est signalé : il n'aurait jamais manqué d'eau, même pendant les plus longues sécheresses.

### Ban de Sapt en 1845
D'après la statistique des Vosges, Ban-de-Sapt, c'est-à-dire la mairie à Launois, est à 55 km d'Épinal, 13 km de Saint-Dié et 6 km de Senones par laquelle transitent les lettres postales.
La population compte 1 519 habitants. 279 maisons donnent le gîte à 378 ménages. L'habitat est dispersé en : 
- hameaux : Bourras, Fayemont, Les Fols, La Fontenelle, le Fraîteux, Geminfaing, Laître, Launois, le Rouaux ;
- fermes : À la Goutte, la Comme, l'Équelle, Hermanpaire, Pré-Brayeu, les Prés-Brouïes, la Sause, Servaumont, Vercoste ;
- moulins[27] : Chata, Frabois, la Vaux.

Parmi les hommes nantis, 154 électeurs censitaires ont seuls le droit de voter et d'élire les seize conseillers communaux, parmi lesquels sont choisis un maire et un adjoint. Il existe toujours un bureau de bienfaisance.
L'école publique de garçons héberge en mauvaise saison 135 élèves. Deux écoles privées, essentiellement écoles catholiques de filles, accueillent aussi 77 élèves.
Avec une surface territoriale de 2 226 ha, Ban-de-Sapt est une grande commune. Le terroir paysan recensé, outre 29 ha de jardins, vergers, chènevières souvent à proximité des maisons ou dans leur enclos, se répartit entre 1 281 ha de champs, 425 ha de prés et 378 ha de bois. Les labours permettent les cultures de seigle avec un peu de blé, d'avoine, de sarrasin et de pommes de terre. Le foin de bonne qualité est renommé, mais il est peu abondant. Quatre moulins à farine, des huileries associés au commerce de bétail complètent l'activité agricole.
Une scierie à planches et trois carrières respectivement de pierres à chaux, de pierres de taille et de moellons sont en activité en saison.

### La Grande Guerre de 1914 à 1919, puis la reconstruction
La colline de La Fontenelle fut un point stratégique lors de la Première Guerre mondiale. Le 14 septembre 1914, la 1re Armée française, sous les ordres du général Auguste Dubail, lance une offensive pour reprendre la colline qui deviendra le centre du dispositif français. Les Allemands multiplieront les tentatives pour reprendre cette hauteur stratégique mais n'y parviendront jamais. Il s'ensuit une guerre de mines et de sapes, de coups de main nocturnes et diurnes. La ligne de front s'établit alors sur les flancs de cette colline, et s'y enterre laissant dans le paysage de nombreux témoignages de ces combats : tranchées, munitions, sapes, ouvrages militaires.
Ces multiples actions firent de nombreuses victimes, souvent dans des corps à corps effroyables, entraînant à la suite de nombreuses canonnades la destruction totale du hameau de La Fontenelle et partielle des autres hameaux. Le 24 juillet 1915, Launois est libéré et le front stabilisé, mais les Allemands ne renonceront jamais pour cette reprise les 133e régiment d'infanterie, 23 RI et les cyclistes de la 6e DI furent cité à l'ordre de l'armée. Le monument est inauguré le 15 août 1925.

## Politique et administration

### Liste des maires
| Période                                  | Période                         | Identité   | Étiquette | Qualité |
| ---------------------------------------- | ------------------------------- | ---------- | --------- | ------- |
| Les données manquantes sont à compléter. |                                 |            |           |         |
|                                          |                                 | Noël Colin |           |         |
| 199X                                     | En cours (au 24 septembre 2020) | Serge Alem |           |         |

### Budget et fiscalité 2022

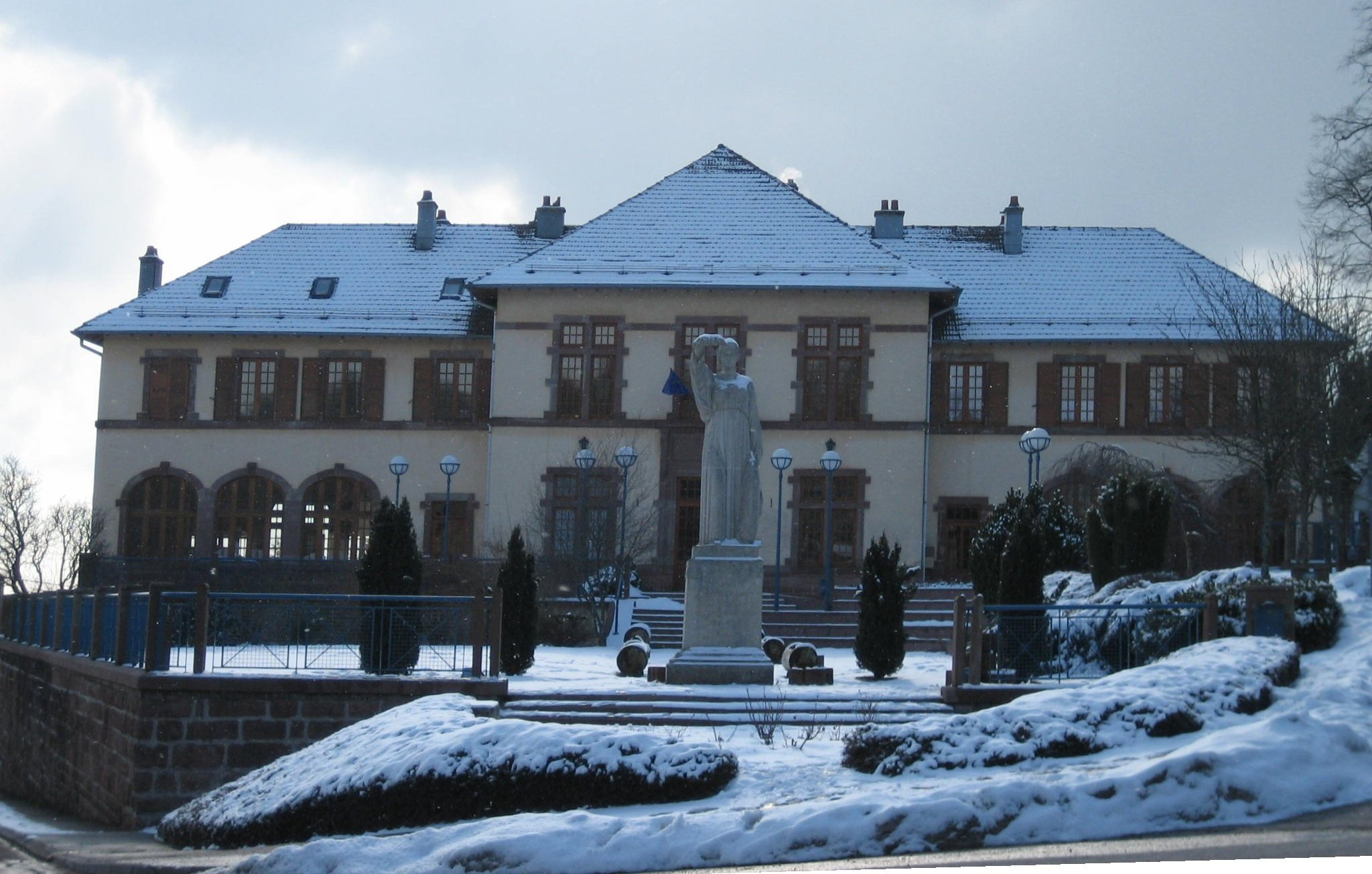
<centre>Mairie du Ban-de-Sapt dans le hameau de Launois</centre>

En 2022, le budget de la commune était constitué ainsi :
- total des produits de fonctionnement : 357 000 €, soit 1 001 € par habitant ;
- total des charges de fonctionnement : 270 000 €, soit 757 € par habitant ;
- total des ressources d'investissement : 577 000 €, soit 1 617 € par habitant ;
- total des emplois d'investissement : 499 000 €, soit 1 398 € par habitant ;
- endettement : 470 000 €, soit 1 317 € par habitant.

Avec les taux de fiscalité suivants :
- taxe d'habitation : 20,67 % ;
- taxe foncière sur les propriétés bâties : 36,73 % ;
- taxe foncière sur les propriétés non bâties : 17,17 % ;
- taxe additionnelle à la taxe foncière sur les propriétés non bâties : 0,00 % ;
- cotisation foncière des entreprises : 0,00 %.

Chiffres clés Revenus et pauvreté des ménages en 2021 : médiane en 2021 du revenu disponible, par unité de consommation : 21 770 €.

## Population et société

### Démographie

#### Évolution démographique
L'évolution du nombre d'habitants est connue à travers les recensements de la population effectués dans la commune depuis 1793. Pour les communes de moins de 10 000 habitants, une enquête de recensement portant sur toute la population est réalisée tous les cinq ans, les populations de référence des années intermédiaires étant quant à elles estimées par interpolation ou extrapolation. Pour la commune, le premier recensement exhaustif entrant dans le cadre du nouveau dispositif a été réalisé en 2005.

En 2022, la commune comptait 358 habitants, en évolution de +2,58 % par rapport à 2016 (Vosges : −2,96 %, France hors Mayotte : +2,11 %).
| 1793  | 1800  | 1806  | 1821  | 1831  | 1836  | 1841  | 1846  | 1856  |
| ----- | ----- | ----- | ----- | ----- | ----- | ----- | ----- | ----- |
| 1 313 | 1 322 | 1 309 | 1 341 | 1 482 | 1 505 | 1 519 | 1 524 | 1 466 |

| 1861  | 1866  | 1876  | 1881  | 1886  | 1891  | 1896  | 1901  | 1906 |
| ----- | ----- | ----- | ----- | ----- | ----- | ----- | ----- | ---- |
| 1 397 | 1 401 | 1 441 | 1 349 | 1 310 | 1 206 | 1 137 | 1 042 | 986  |

| 1911 | 1921 | 1926 | 1931 | 1936 | 1946 | 1954 | 1962 | 1968 |
| ---- | ---- | ---- | ---- | ---- | ---- | ---- | ---- | ---- |
| 927  | 407  | 557  | 512  | 531  | 440  | 402  | 344  | 294  |

| 1975 | 1982 | 1990 | 1999 | 2005 | 2006 | 2010 | 2015 | 2020 |
| ---- | ---- | ---- | ---- | ---- | ---- | ---- | ---- | ---- |
| 259  | 301  | 319  | 370  | 340  | 340  | 346  | 351  | 351  |

| 2022 | - | - | - | - | - | - | - | - |
| ---- | - | - | - | - | - | - | - | - |
| 358  | - | - | - | - | - | - | - | - |

### Enseignement
Établissements d'enseignements :
- Écoles maternelles et primaires à Ban-de-Sapt, Hurbache, Provenchères-et-Colroy, Senones ;
- Collèges à  Provenchères-et-Colroy, Senones, Saint-Dié-des-Vosges ;
- Lycées à Saint-Dié-des-Vosges.

### Santé
Professionnels et établissements de santé :
- Médecins à Provenchères-sur-Fave, Le Beulay, La Petite-Raon, Senones ;
- Pharmacies à Provenchères-sur-Fave, La Petite-Raon, Senones, Moyenmoutier ;
- Hôpitaux à Senones, Raon-l'Étape, Fraize, Sainte-Marie-aux-Mines.

### Cultes
- Culte catholique, Paroisse Sainte-Odile[39], Diocèse de Saint-Dié.

## Économie

### Entreprises et commerces

#### Agriculture
- Culture de céréales, de légumineuses et de graines oléagineuses.
- Culture de fruits à pépins et à noyau.
- Culture de légumes, de melons, de racines et de tubercules.
- Élevage de vaches laitières.
- Élevage d'autres bovins et de buffles.
- Élevage d'ovins et de caprins.
- Élevage de chevaux et d'autres équidés.
- Sylviculture et autres activités forestières.

#### Tourisme
- Hébergements et restauration à Denipaire, Grandrupt, Senones, Belval, La Voivre.

#### Commerces
- Commerces et services de proximité.

## Culture locale et patrimoine

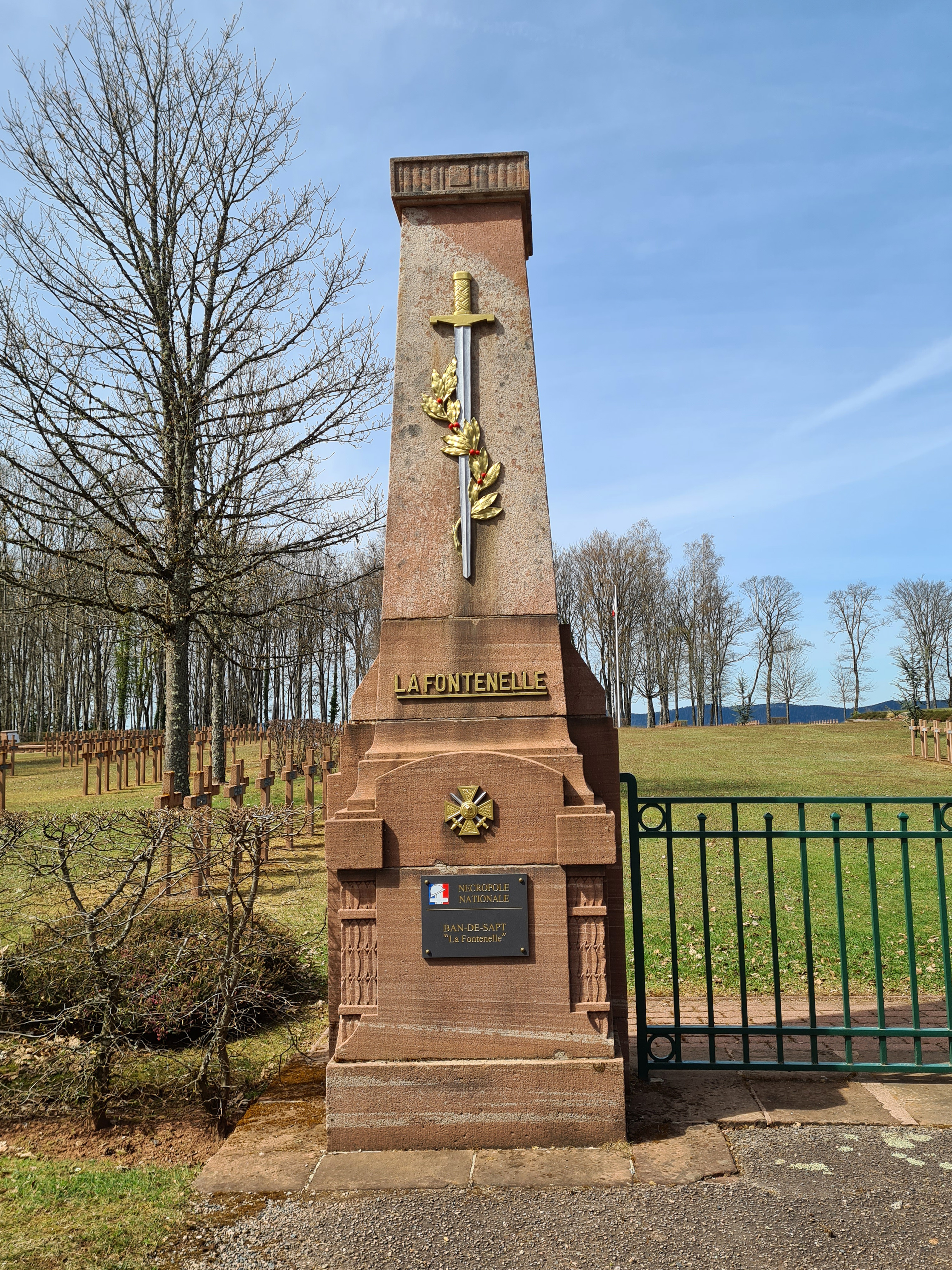
Nécropole nationale de La Fontenelle[40].
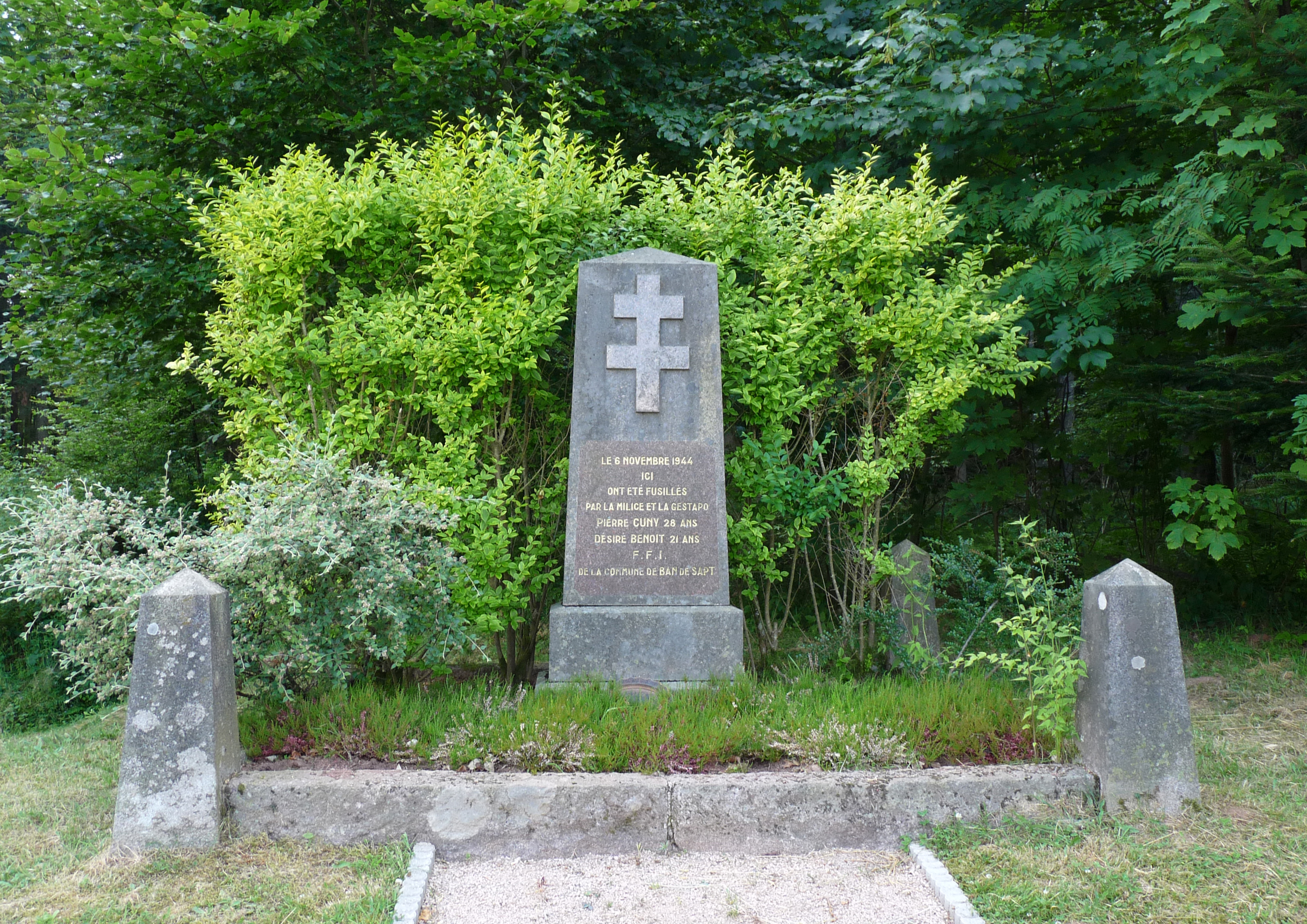
Monument aux morts au col d'Hermanpaire.
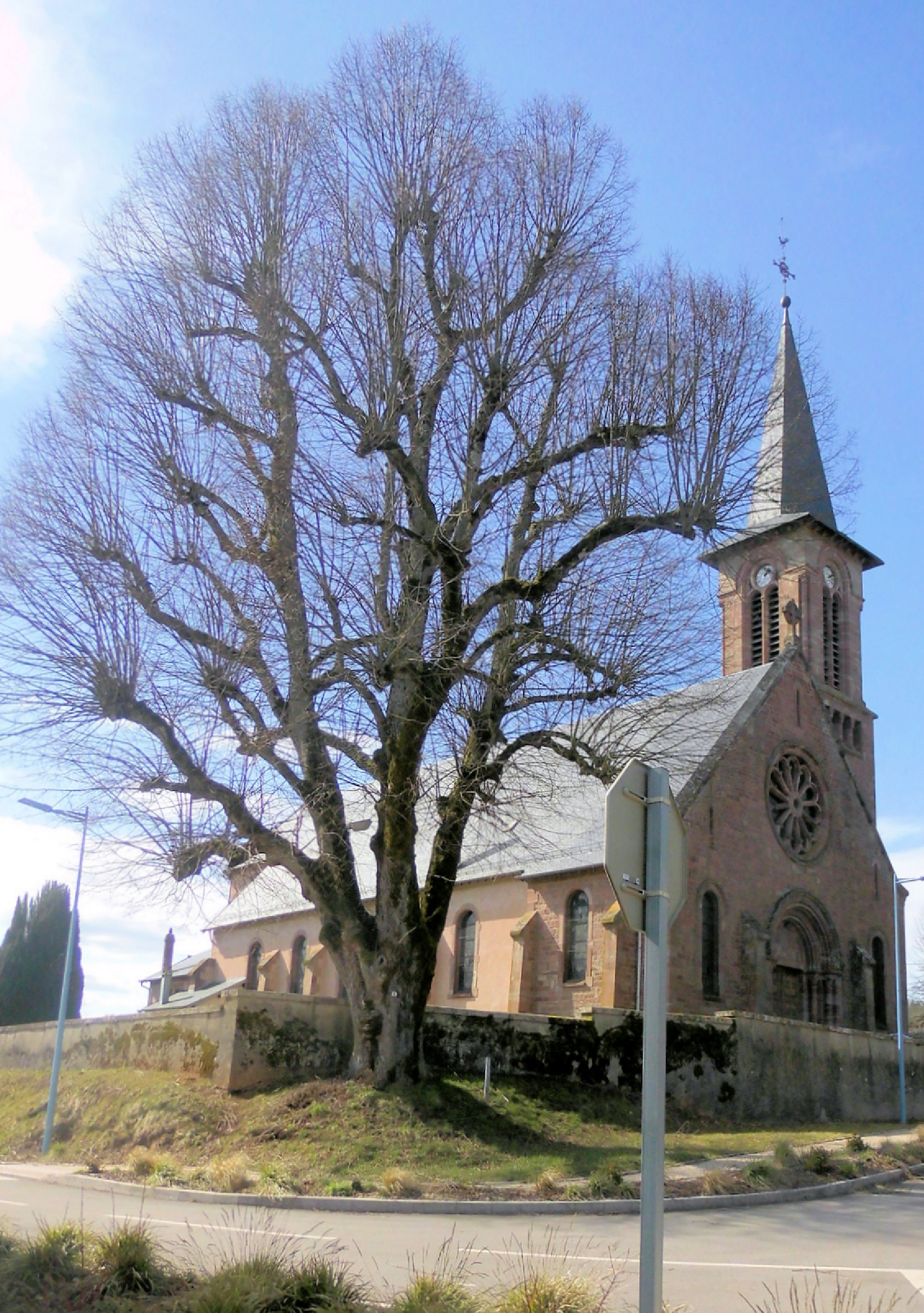
L'église Saint-Grégoire de Launois, côté est.
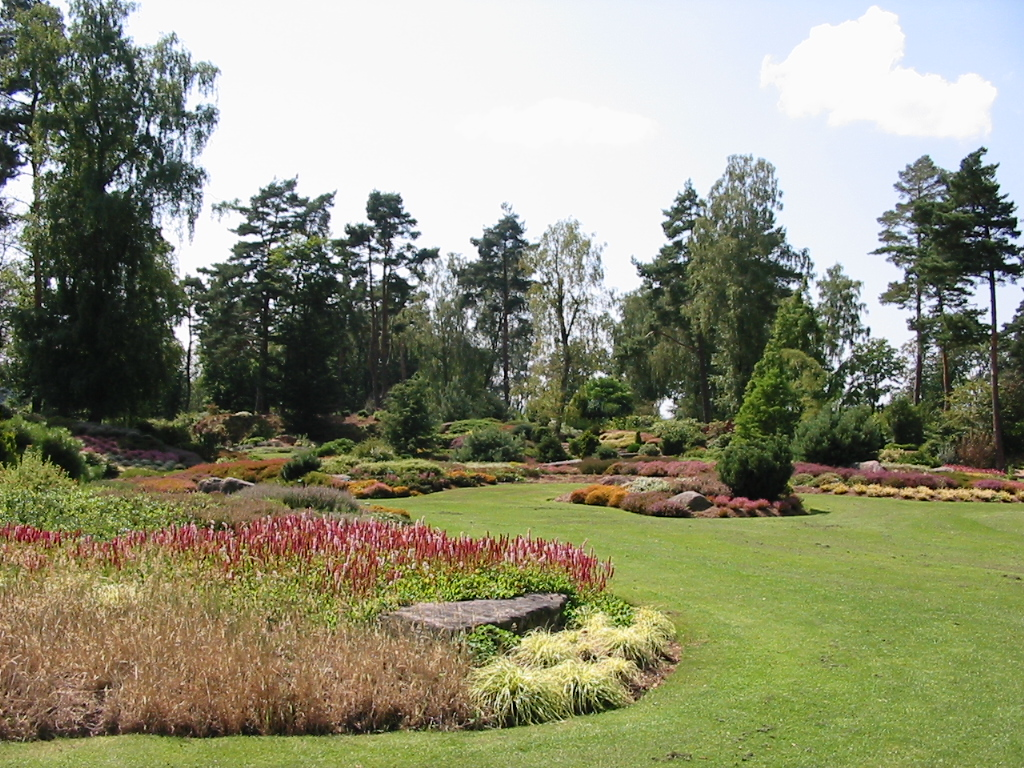
Les jardins de Callunes.

### Lieux et monuments
- Nécropole nationale de La Fontenelle[41] : elle rassemble les dépouilles de 1 384 militaires français dont 424 en ossuaire[42]. La nécropole est inscrite au titre des monuments historiques par arrêté du 28 décembre 2017[43].
- Monument à la mémoire des combattants de 1915[44] : un monument à la double effigie de Marianne et d'un poilu fut édifié en 1920 au sein de la nécropole de la Fontenelle et les combats de 1915 sont alors commémorés tous les deuxièmes dimanches de juillet. Un sentier de la mémoire, balisé d'indications historiques, retrace, suivant les pas d'un soldat, l'histoire de cette page sombre de la commune[45].
- Monument aux morts au col d'Hermanpaire[46].
- Église Saint-Grégoire[47],[48] :

L'ensemble du mobilier, vraisemblablement réalisé par l'atelier Vallin ;
Vitrail réalisé par Jacques Gruber, représentant saint Hidulphe ;
Ensemble des autels latéraux, stalles, lambris, confessionnal et bancs de fidèles ;
Autel de la chapelle Sainte-Thérèse ;
Tour, mécanisme de l'horloge et clavier de sonnerie des cloches ;
Rare harmonium à 2 claviers et pédalier Cavaillé-Coll dans l'église Saint-Grégoire, exécuté vers 1855, classé au titre d'objet le 20 décembre 1989 ;
Chaire à prêcher ;
Statue de la Vierge à l'Enfant ;
Monument aux morts paroissial.
- Patrimoine architectural rural recensé par le service de l'Inventaire général du patrimoine culturel[59],[60].

### Patrimoine naturel
- Les jardins de Callunes, créés entre 1994 et 1996, avec l'inspiration du paysagiste Jacques Couturieux[61].

### Personnalités liées à la commune

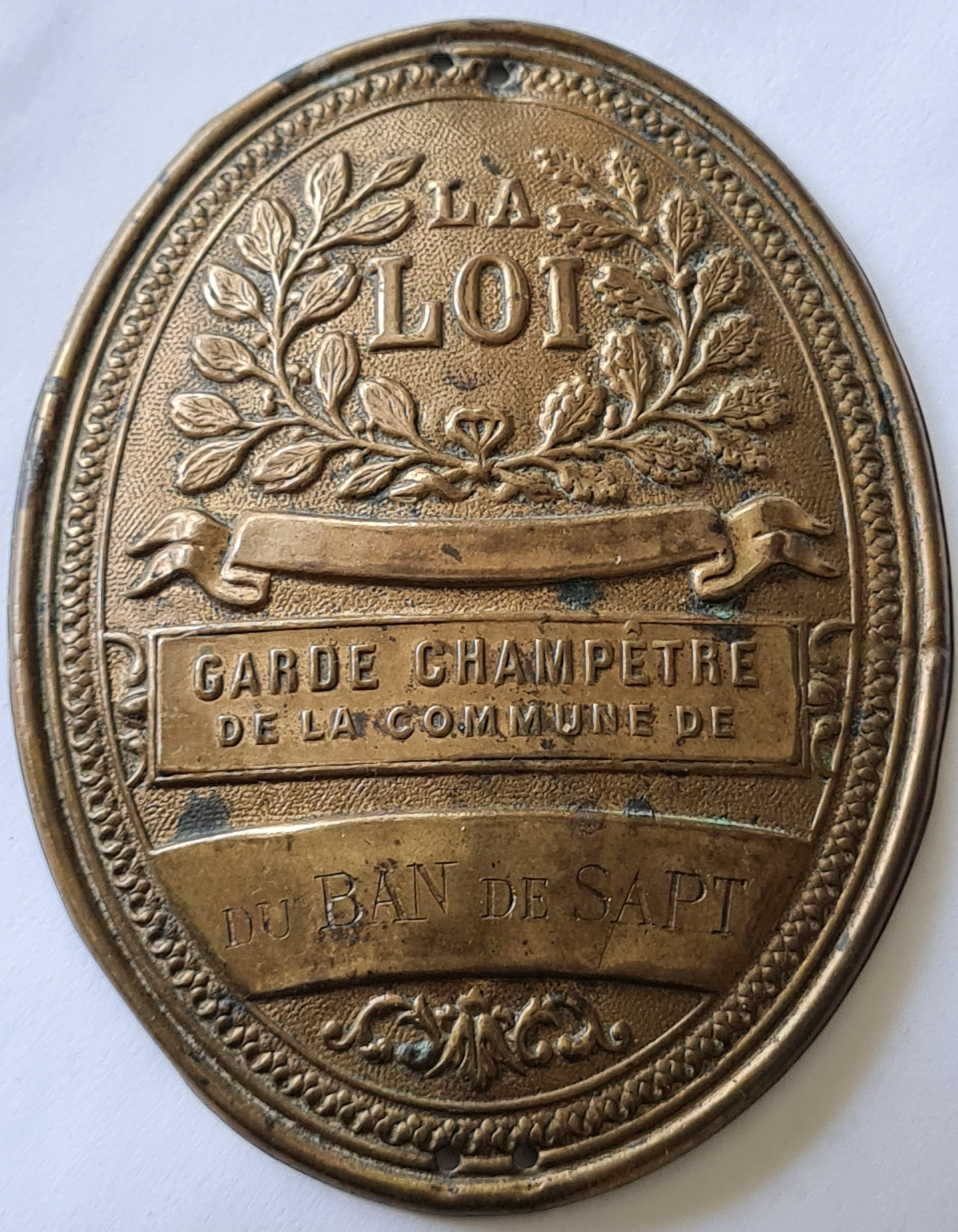
Plaque de garde-champêtre.

- Edmond Gérard (1861–1918), avoué à Saint-Dié, député des Vosges de 1902 à 1906.
- Maurice Barlier (1905–1941), résidant à Nayemont au Ban-de-Sapt, capitaine de frégate affecté dans les Forces navales françaises libres, fusillé le 29 août 1941 au Mont Valérien avec Honoré d'Estienne d'Orves[62].
- Louis-Ernest Mougenot-Méline, architecte.

### Héraldique, logotype et devise
- Blason
- Quelques origines de noms de lieux en Lorraine : Ban-de-Sapt